# Site Sportif Saint-Léonard
Il Site Sportif Saint-Léonard di Friborgo è un centro polivalente costruito nel 2010, che può ospitare 3 000 spettatori.
La struttura è la prima arena svizzera pensata esclusivamente per la pallacanestro ospitando le gare casalinghe di Fribourg Olympic, Elfic Fribourg e Acad. Fribourg oltre che della Nazionale di pallacanestro della Svizzera.
Sul tetto e sulla facciata sud dell'impianto è installato in più grande impianto solare termico del Canton Friburgo.